# Jason Baclig
Jason Baclig (* 30. März 1982 in Leamington, Ontario) ist ein ehemaliger kanadisch-australischer Eishockeyspieler, der einen Großteil seiner Karriere bei Melbourne Ice in der Australian Ice Hockey League spielte.

## Karriere
Jason Baclig begann seine Karriere als Eishockeyspieler in seiner Heimatstadt bei den Leamington Flyers, für die er von 1997 bis 2003 in der Western Ontario Hockey League aktiv war. Mit 324 Punkten ist er bis heute der All-Time-Topscorer der Liga. Während seines Studiums spielte er vier Jahre für die Wayne State Warriors, die Hochschulmannschaft der Wayne State University, um die Meisterschaft der National Collegiate Athletic Association.
2007 zog es ihn nach Europa, wo er zunächst ein Jahr bei den Dinslaken Kobras in der Regionalliga Nordrhein-Westfalen und dann zwei Jahre für die Nijmegen Devils in der niederländischen Ehrendivision spielte. Mit dem Team aus der Provinz Gelderland gewann er 2009 den niederländischen Pokalwettbewerb und 2010 die niederländische Meisterschaft. Anschließend ging er nach Downunder und spielte dort zehn Spielzeiten für Melbourne Ice in der Australian Ice Hockey League. Gleich in seiner ersten Saison konnte er mit seiner Mannschaft den Goodall Cup, die australische Meisterschaft, gewinnen. Ein Erfolg, den er 2011, 2012 und 2017 wiederholen konnte. 2011, 2016 und 2017 gewann er mit Melbourne Ice als Sieger der Hauptrunde zudem die H. Newman Reid Trophy. In der Spielzeit 2013 war er der beste Vorlagengeber der Liga. Nach der Saison 2019 beendete er seine Karriere.

### International
Nach seiner Einbürgerung nach Australien stand Baclig bei der Weltmeisterschaft 2019 in der Division II im Aufgebot der Australier und erzielte das 2:0 beim 4:0-Erfolg gegen Spanien.

## Erfolge und Auszeichnungen
- 2009 Niederländischer Pokalsieger mit den Nijmegen Devils
- 2010 Niederländischer Meister mit den Nijmegen Devils
- 2010 Goodall-Cup-Gewinn mit Melbourne Ice
- 2011 Goodall-Cup-Gewinn und Gewinn der H. Newman Reid Trophy mit Melbourne Ice
- 2012 Goodall-Cup-Gewinn mit Melbourne Ice
- 2013 Bester Vorlagengeber der Australian Ice Hockey League
- 2016 Gewinn der H. Newman Reid Trophy mit Melbourne Ice
- 2017 Goodall-Cup-Gewinn und Gewinn der H. Newman Reid Trophy mit Melbourne Ice